# Štefan Michna
Štefan Michna (* 27. února 1962) je univerzitní profesor a vědec. V současné době také zastává funkci děkana na Fakultě strojního inženýrství UJEP. Je uznávaným odborníkem v oblasti hliníkových slitin, a to nejen na poli tuzemském, ale i mezinárodním. Stál u zrodu čtyř patentů, které se využívají v reálných podmínkách výroby. Kromě pedagogické činnosti také usilovně vyhledává možnosti pro realizaci aplikovaného výzkumu ve výrobní praxi. V roce 2013, 2016 a 2018 získal Cenu rektora UJEP za aplikovaný výzkum.
25. června 2019 byl znovu zvolen děkanem pro další čtyřleté období.

## Život
Vystudoval v letech 1981 až 1985 Fakultu hutníckou na TU Košice a byl mu udělen titul Ing. Doktorské studium v externí formě ukončil v roce 2003 na téže univerzitě (získal titul PhD.). Na základě habilitační práce byl v roce 2008 jmenován docentem pro obor Strojírenská technologie na Technické univerzitě v Liberci. Na návrh Vědecké rady Západočeské univerzity v Plzni ho pak prezident České republiky Miloš Zeman v roce 2016 jmenoval profesorem pro obor Strojírenská technologie.